# 비가환 기하학
수학에서 비가환 기하학(非可換幾何學, 영어: noncommutative geometry, NCG)는 비가환 C* 대수를 마치 어떤 기하학적 구조 위에 존재하는 함수대수처럼 간주하여 기하학적으로 다루는 분야다.

## 개론
겔판트 표현 정리(영어: Gelfand representation theorem)에 따라, 모든 가환 C* 대수는 어떤 국소 콤팩트 하우스도르프 공간 위에 존재하는 함수대수와 동형이다. 즉, (국소 콤팩트 하우스도르프) 위상 공간을 연구하는 것은 그 위에 존재하는 함수대수를 연구하는 것과 같으며, 위상 공간의 여러 성질들을 그 함수대수의 성질로 나타낼 수 있다. 물론, 이러한 함수대수들은 모두 가환대수다.
이 위상 공간/C* 대수 이중성을 비가환 C* 대수에 대하여 확장하려 한다고 하자. 즉, 비가환 C* 대수를 어떤 (실재하지 않는 가상의) "위상 공간" 위에 존재하는 함수대수로 간주하여, 기하학적인 기법으로 연구할 수 있다. 즉, 비가환 C* 대수는 "비가환 위상 공간" 위의 함수대수다. 예를 들어, 비가환 원환면이라고 불리는 비가환 C* 대수는 마치 원환면 위의 함수대수와 여러 가지 유사한 성질을 지녀, "비가환" 원환면 위의 함수대수로 생각할 수 있다. 마찬가지로, 퍼지 구는 일반 구를 일반화한 것으로 볼 수 있다.
리만 다양체의 구조는 함수 대수에 스피너에 대한 미분 연산자 (디랙 연산자)를 추가한, 소위 스펙트럼 삼조로 나타내어진다. 이는 알랭 콘이 증명하였다. 따라서, 비가환 스펙트럼 삼중은 비가환 리만 다양체 위의 함수대수로 간주할 수 있다.

## 개념 및 도구
비가환 공간 위에는 가환공간과 유사하게 호흐실트 호몰로지(Hochschild homology)나 순환 호몰로지(cyclic homology)와 같은 호몰로지 및 연산자 K이론을 통한 K이론을 정의할 수 있다. 또한, 비가환 대수기하학도 존재한다.

## 물리학에서의 비가환성
비가환 기하학은 양자장론 및 끈 이론에서 널리 쓰인다.

### 비가환 기하학과 쌍극자
공간 좌표의 비가환성은 대략 균일한 자기장 속에 존재하는 전기 쌍극자처럼 생각할 수 있다.
{\displaystyle xy} 평면에서, 균일한 자기장 {\displaystyle B{\hat {\mathbf {z} }}}를 생각하자. 이 속에, 전하가 {\displaystyle \pm q}이고 질량이 {\displaystyle m}인 두 입자가 존재하고, 이들 사이에 조화 진동자 퍼텐셜
{\displaystyle V(\Vert \mathbf {x} _{1}-\mathbf {x} _{2}\Vert )={\frac {1}{2}}k(\mathbf {x} _{1}-\mathbf {x} _{2})^{2}}
이 존재하여 이 두 입자가 전기 쌍극자로 묶여 있다고 하자. 이 경우, 라그랑지언 {\displaystyle L}은 다음과 같다.
{\displaystyle L={\frac {1}{2}}m({\dot {\mathbf {x} }}_{1}^{2}+{\dot {\mathbf {x} }}_{2}^{2})+{\frac {1}{2}}qB\epsilon _{ij}({\dot {x}}_{1}^{i}x_{1}-{\dot {x}}_{2}^{i}x_{2}^{j})-{\frac {1}{2}}k(\mathbf {x} _{1}-\mathbf {x} _{2})^{2}}
이제, 쌍극자 질량 중심의 위치
{\displaystyle \mathbf {X} =(\mathbf {x} _{1}+\mathbf {x} _{2})/2}
와 쌍극자의 크기
{\displaystyle {\boldsymbol {\Delta }}=(\mathbf {x} _{1}-\mathbf {x} _{2})/2}
를 정의하자. 이 변수로 쓰면, 라그랑지언은 다음과 같다.
{\displaystyle L=2m{\dot {\mathbf {X} }}\cdot {\dot {\boldsymbol {\Delta }}}+qB\epsilon _{ij}{\dot {X}}^{i}\Delta ^{j}-2k\Delta ^{2}}
라그랑지언으로부터, 쌍극자 질량 중심 {\displaystyle \mathbf {X} }에 대응하는 일반화 운동량 {\displaystyle \mathbf {P} }는 다음과 같다.
{\displaystyle P_{i}={\frac {\delta L}{\delta {\dot {X}}^{i}}}=2m{\dot {\Delta }}^{i}+qB\epsilon _{ij}\Delta ^{j}}
따라서, 이 계를 양자화하려면 다음과 같은 정준 교환 관계
{\displaystyle [X^{i},P_{j}]=i\hbar \delta _{j}^{i}}
를 가한다.
이제, 입자들의 질량 {\displaystyle m}이 매우 작아 무시할 수 있다고 하자. 그렇다면
{\displaystyle P_{i}=qB\epsilon _{ij}\Delta ^{j}}
이다. 즉, 쌍극자의 크기는 그 운동량과 비례한다. 따라서
{\displaystyle [X^{i},\Delta ^{j}]=i\hbar \epsilon ^{ij}/(qB)}
이다. 다시 원래 변수 {\displaystyle \mathbf {x} _{1}=\mathbf {X} +{\boldsymbol {\Delta }}}, {\displaystyle \mathbf {x} _{2}=\mathbf {X} -{\boldsymbol {\Delta }}}로 바꾸면
{\displaystyle [x_{1}^{i},x_{2}^{j}]=-2i\hbar \epsilon ^{ij}/qB}
기 된다. 따라서, 자기 쌍극자의 양끝의 좌표가 가환하지 않는 것을 알 수 있다.
이에 따라서, 비가환 평면에 존재하는, 운동량 {\displaystyle \mathbf {p} }를 가진 평면파 {\displaystyle \exp(i\mathbf {p} \cdot \mathbf {x} )}는 크기가 그 운동량에 비례하는 쌍극자로 간주할 수 있다.:§II.B.2

## 같이 보기
- 양자군
- 초다양체